# Saint-Cyr-sur-Morin
Saint-Cyr-sur-Morin je francouzská obec v departementu Seine-et-Marne v regionu Île-de-France. V roce 2012 zde žilo 1 914 obyvatel.

## Sousední obce
Bussières, Doue, Jouarre, Saâcy-sur-Marne, Saint-Ouen-sur-Morin

## Vývoj počtu obyvatel
Počet obyvatel